# Agapito Domínguez Canabal (Tabasco)
Agapito Domínguez Canabal es una localidad del municipio de Huimanguillo ubicado en la subregión de la Chontalpa del estado mexicano de Tabasco.

## Geografía
La localidad de Agapito Domínguez Canabal se sitúa en las coordenadas geográficas 17°46′31″N 93°22′32″O / 17.775278, -93.375556, a una elevación de 45 metros sobre el nivel del mar.

## Demografía
Según el Conteo de Población y Vivienda 2020, efectuado por el Instituto Nacional de Estadística y Geografía, la localidad de Agapito Domínguez Canabal tiene 281 habitantes, de los cuales 137 son del sexo masculino y 144 del sexo femenino. Su tasa de fecundidad es de 2.75 hijos por mujer y tiene 65 viviendas particulares habitadas.
| Gráfica de evolución demográfica de Agapito Domínguez Canabal entre 1990 y 2020 |
|                                                                                 |
| INEGI.                                                                          |